# Stop (dryckeskärl)

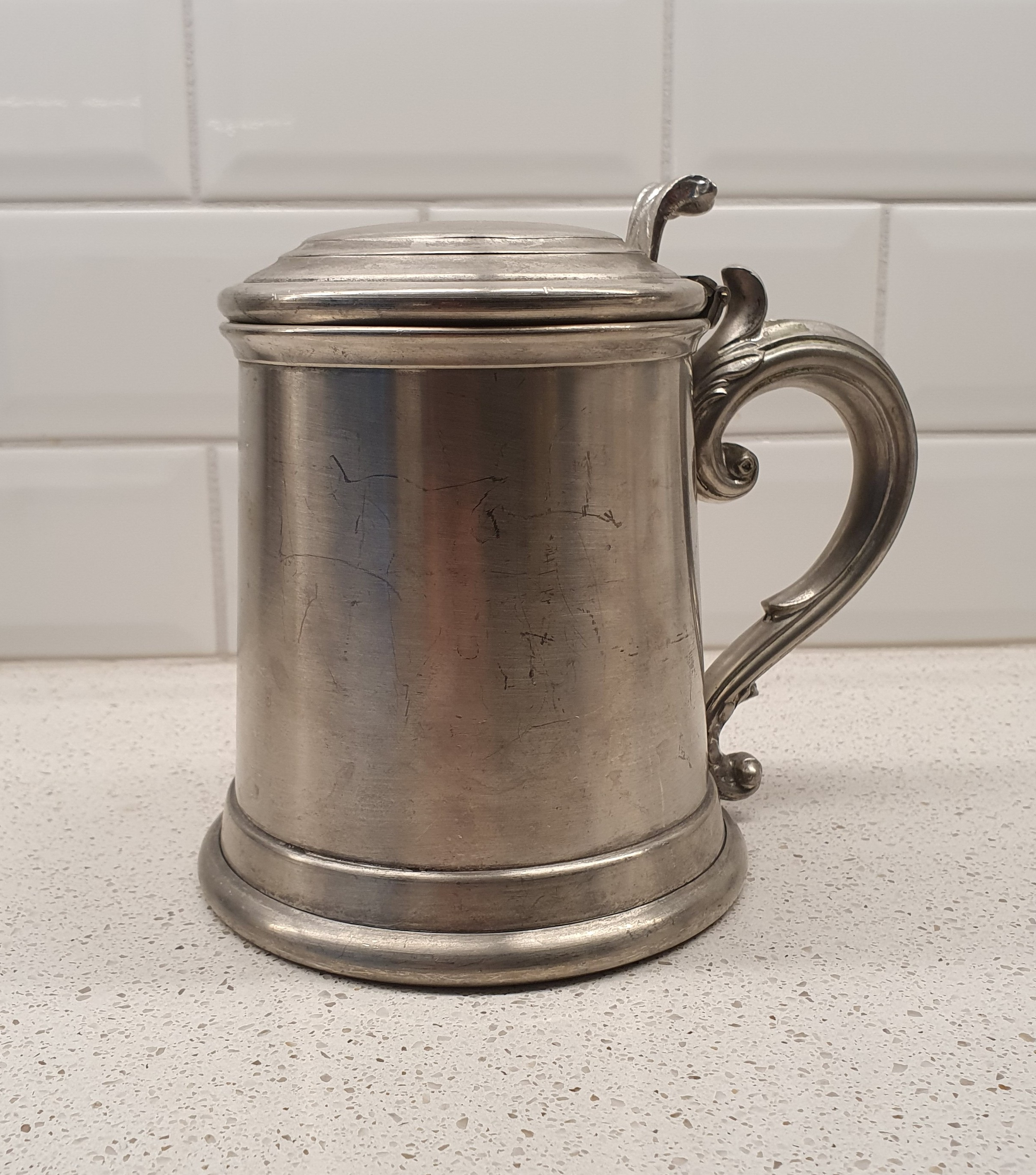
Tennstop i hårdtenn.

Stop i fajans och tenn, polykrom dekor, 1700-tal.

Stop är en äldre typ av dryckeskärl, i modern tid bland annat associerat med öldrickande (ölstop), stundom synonymt med ölmugg, men även med liknande dryckeskannor med hänkel och med gångjärn fäst lock som öppnas med tummen. Varianter kallas även sejdel eller stånka beroende på material med mera.

## Etymologi
Begreppet betyder ursprungligen ett ”urholkat kärl med branta stupande väggar”, där stop ursprungligen är samma ord som stup (fornsvenska: stop, fornvästnordiska staup).
Namnet har även gett namn till volymmåttet vid samma namn.

## Historia utformningar
Begreppet har använts på lite olika typer av kärl. De första beläggen härrör från 900-talet och då är det raka bägare utan grepar, men redan på 1500-talet omtalas stop med grepe (hänkel) och lock, en betydelse som sedan tar över. Stop har kunnat åsyfta bägare i såväl trä som olika metaller. Från 1500-talet tar stopen över som benämning på dryckeskärl av metall, medan stånka främst kommer att gälla träkärl. Till skillnad från dryckeskannan är stopet ett enmansdryckeskärl.

### Varianter
Man brukar skilja mellan revstop med koniska sidor, bukstop med en svängd profil och cylinderstop med raka sidor.
|  | - Tre tennstop, från vänster: - • 1. Bukstop – en rokokotyp som fortsätte vara populär fram till början av 1800-talet. - • 2. Revstop – dyker upp på 1500-talet, då höga och smala, senare lägre och bredare i slutet av 1600-talet, med fortsatt popularitet in på 1800-talet. - • 3. Cylinderstop – får sitt genombrott under senare hälften av 1600-talet men då vanligen på kulfötter; under gustaviansk tid blir typen med fotrand den vanligaste typen som dominerar in på 1800-talet. |

Material spelar även roll, där trästop brukar kallas stånka och keramikstop för sejdel. Stop i metall kallas dock främst stop, särskilt ”tennstop”.

## Varianter eller synonymer
- Maßkrug
- Sejdel
- Stånka